# محافظه‌کاری کنام تبارزایی
عبارت محافظه‌کاری کنام تبارزایی (به انگلیسی: Phylogenetic niche conservatism)، در سال‌های اخیر با تعریف دقیق در برخی متون کاربرد گسترده‌ای در علم ادبیات یافته‌است. اساسا محافظه‌کاری کنام تبارزایی به تمایل گونه‌ها برای نگهداری ویژگی‌های نیایی ارجاع می‌شود. زمانی که محافظه‌کاری کنام تبارزایی تعریف شده بود، تقریباً با سیگنال تبارزایی مترادف بود. نکته مهم این است که آیا «محافظه‌کاری» به تمایل گونه ارجاع می‌شود یا این‌گونه تفسیر می‌شود که گونه‌های مرتبط نزدیک به هم بر اساس روابط تبارزایی شبیه هم هستند. اگر تفسیر دوم به کار رود، محافظه‌کاری کنام تبارزایی مورد بی‌نهایت سیگنال تبارزایی است و تفسیر می‌شود که فرایندهایی هستند که مانع از واگرایی در عمل در مسیر نسب‌های تبارزایی در نظر گرفته می‌شوند. با وجود تلاش‌های جاناتان لوسوس برای پایان دادن به این عادت، به هر حال، تفسیر پیشین به فراوانی در پژوهش‌های علمی پدیدار می‌شود. در این باره، ممکن است به عنوان یک شکل از سیگنال تبارزایی برای نگهداری ویژگی‌های بوم‌شناسی در پیامدهای ناگوار در مقیاس گسترده (یعنی مرتبط به کنام هاچینسون) ملاحظه شود. بنابر این، با گونه‌های مرتبط نزدیک به هم حاضر در محیط‌های مشابه برانگیخته می‌شود.